# Irlanda no Festival Eurovisão da Canção
A Irlanda participou no Festival Eurovisão da Canção, pela 1ª vez em 1965. Ganhou sete vezes, em 1970, em 1980, em 1987, em 1992, em 1993, em 1994 e em 1996.

## Galeria

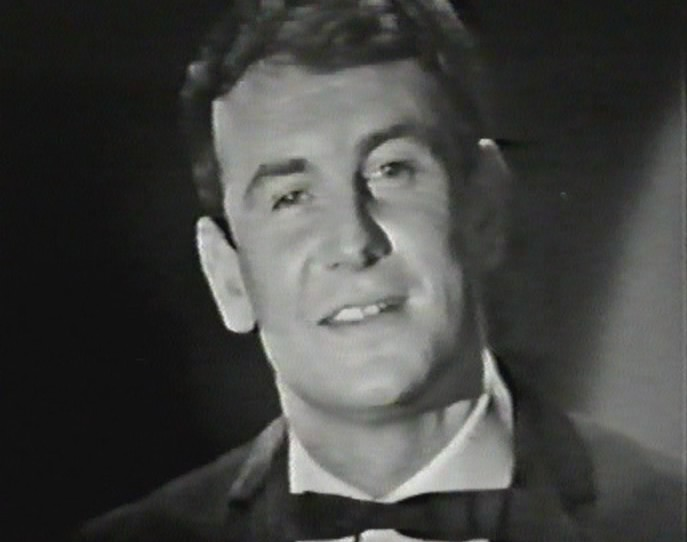
Butch Moore em Nápoles (1965)
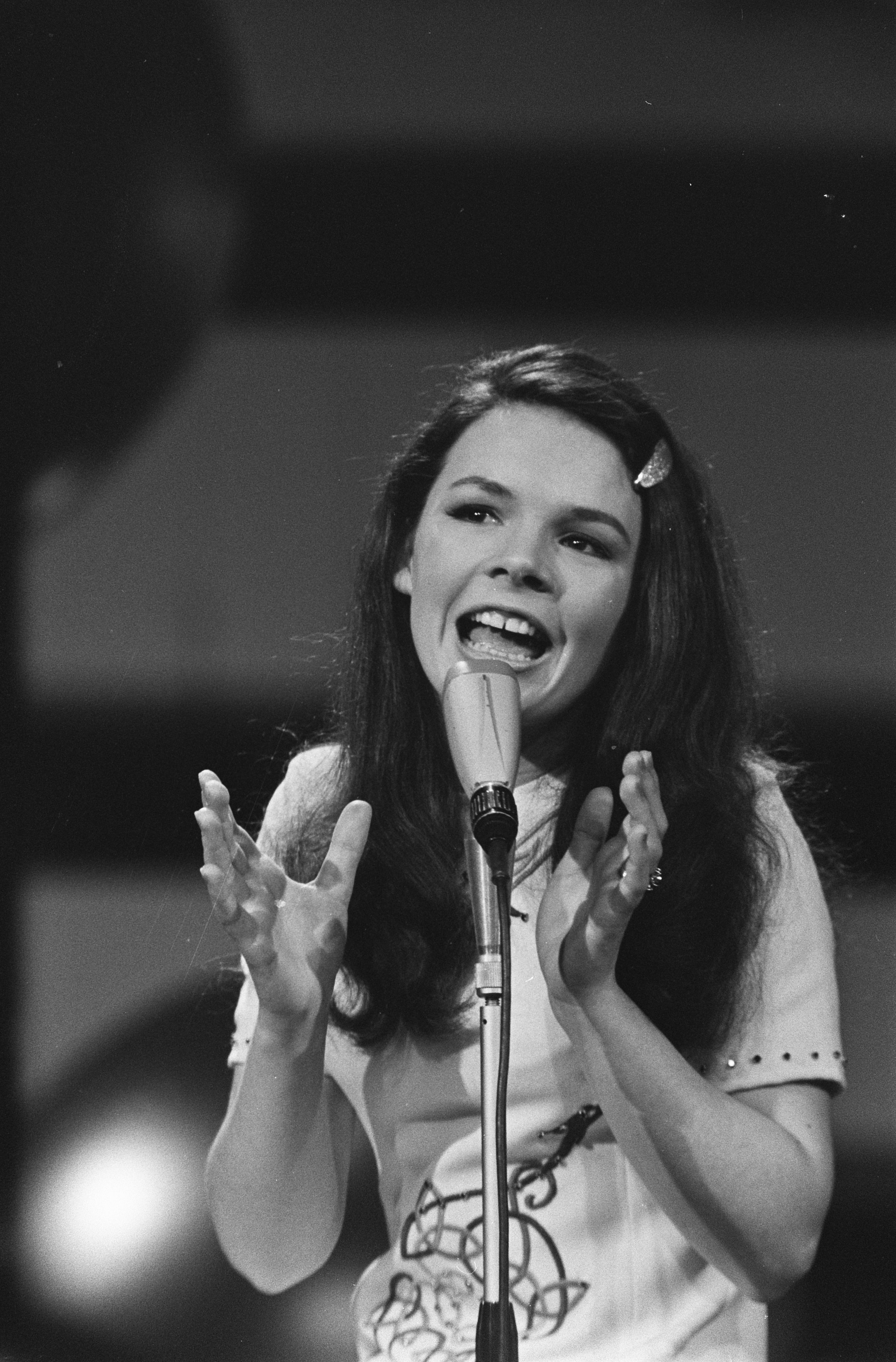
Dana em Amesterdão (1970)
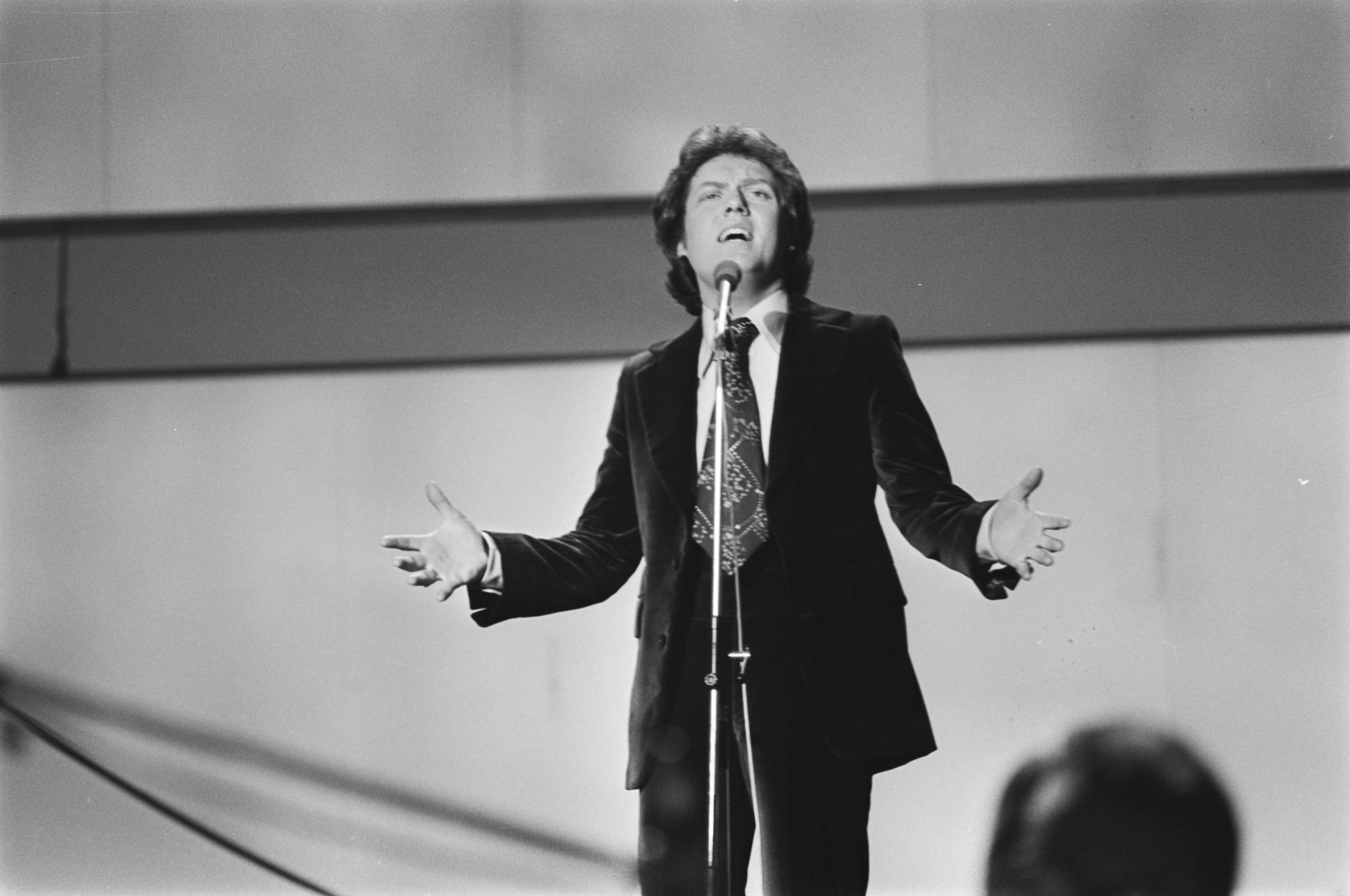
Red Vincent Hurley em Haia (1976)
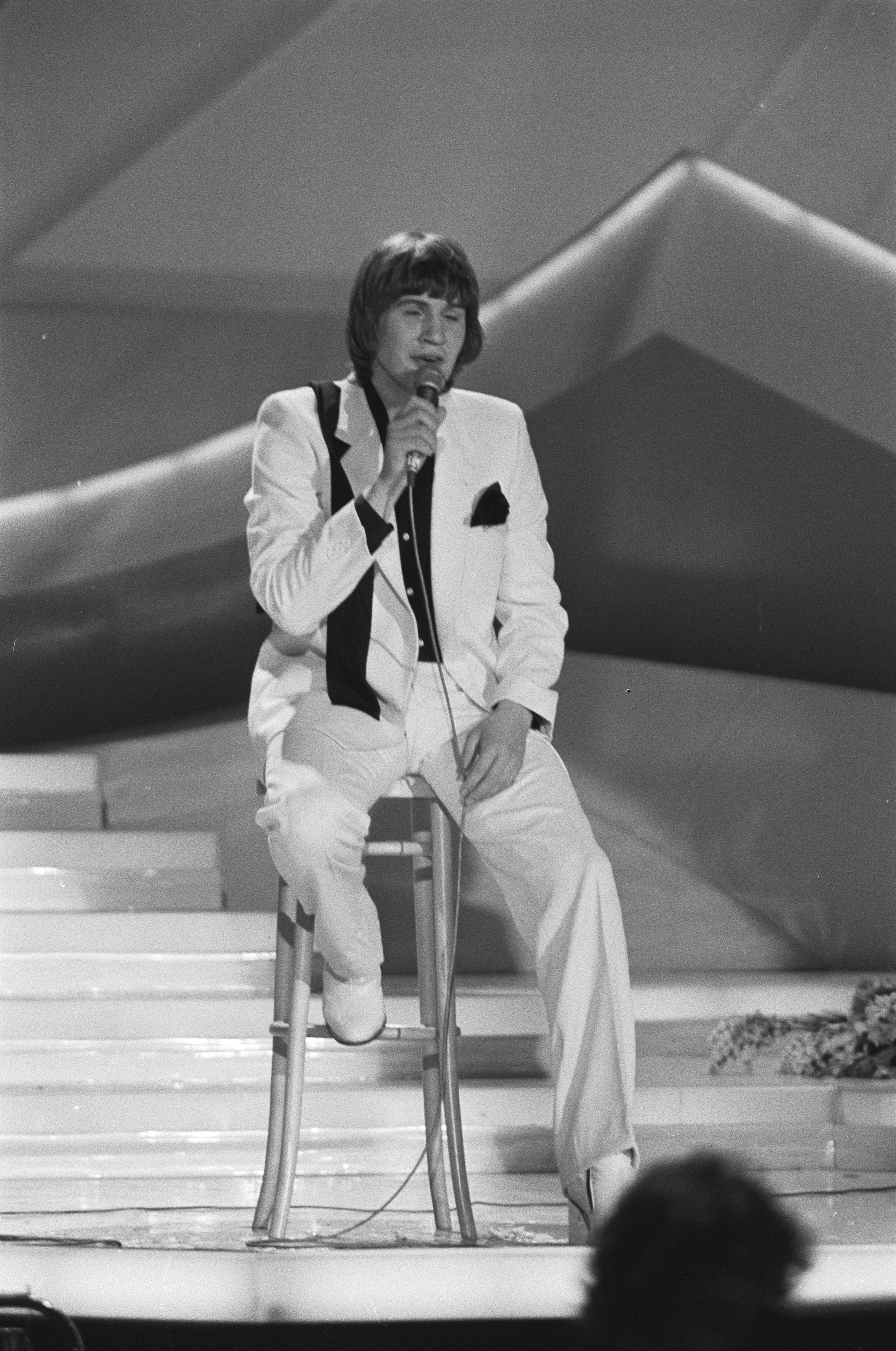
Johnny Logan em Haia (1980)
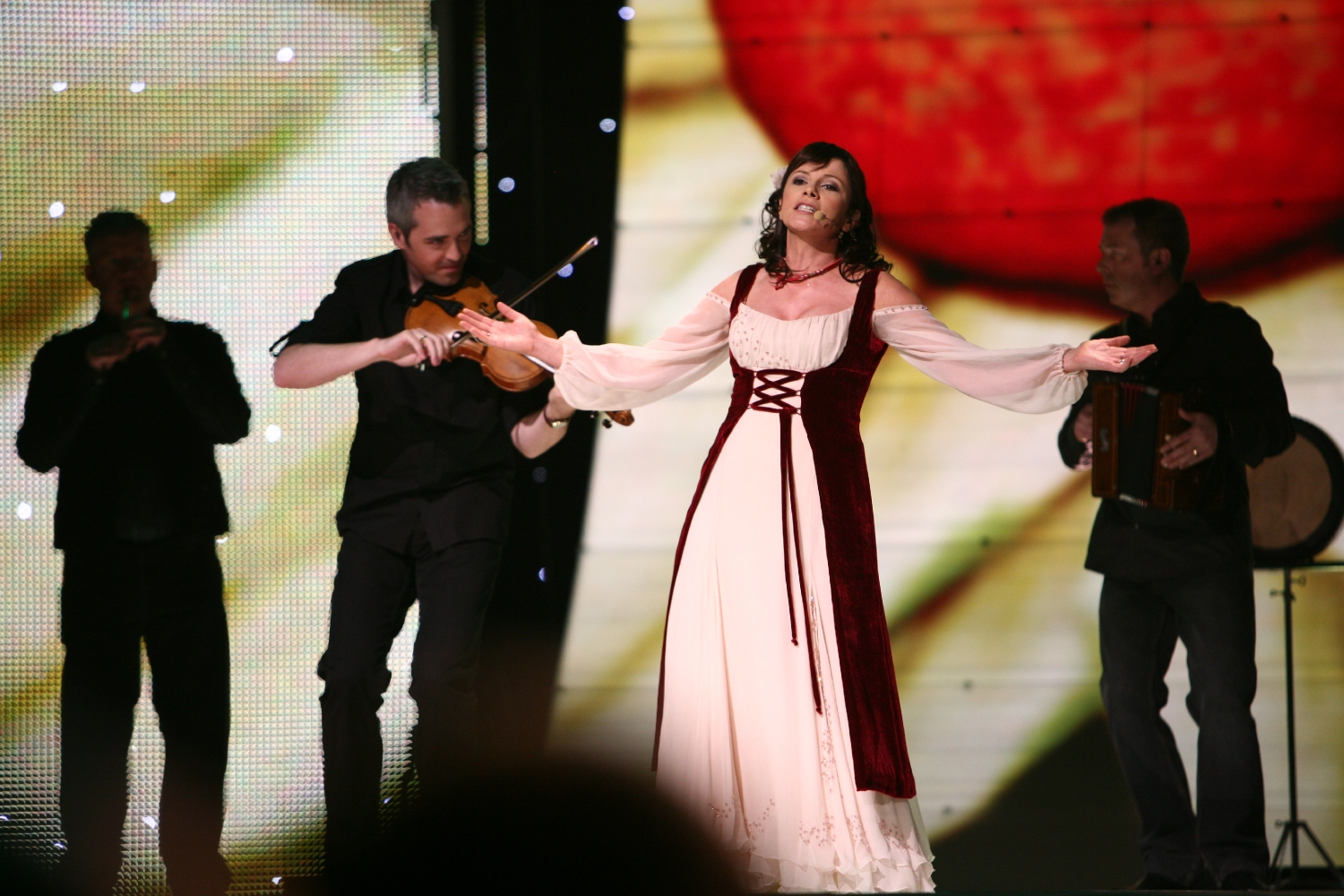
Dervish em Helsínquia (2007)
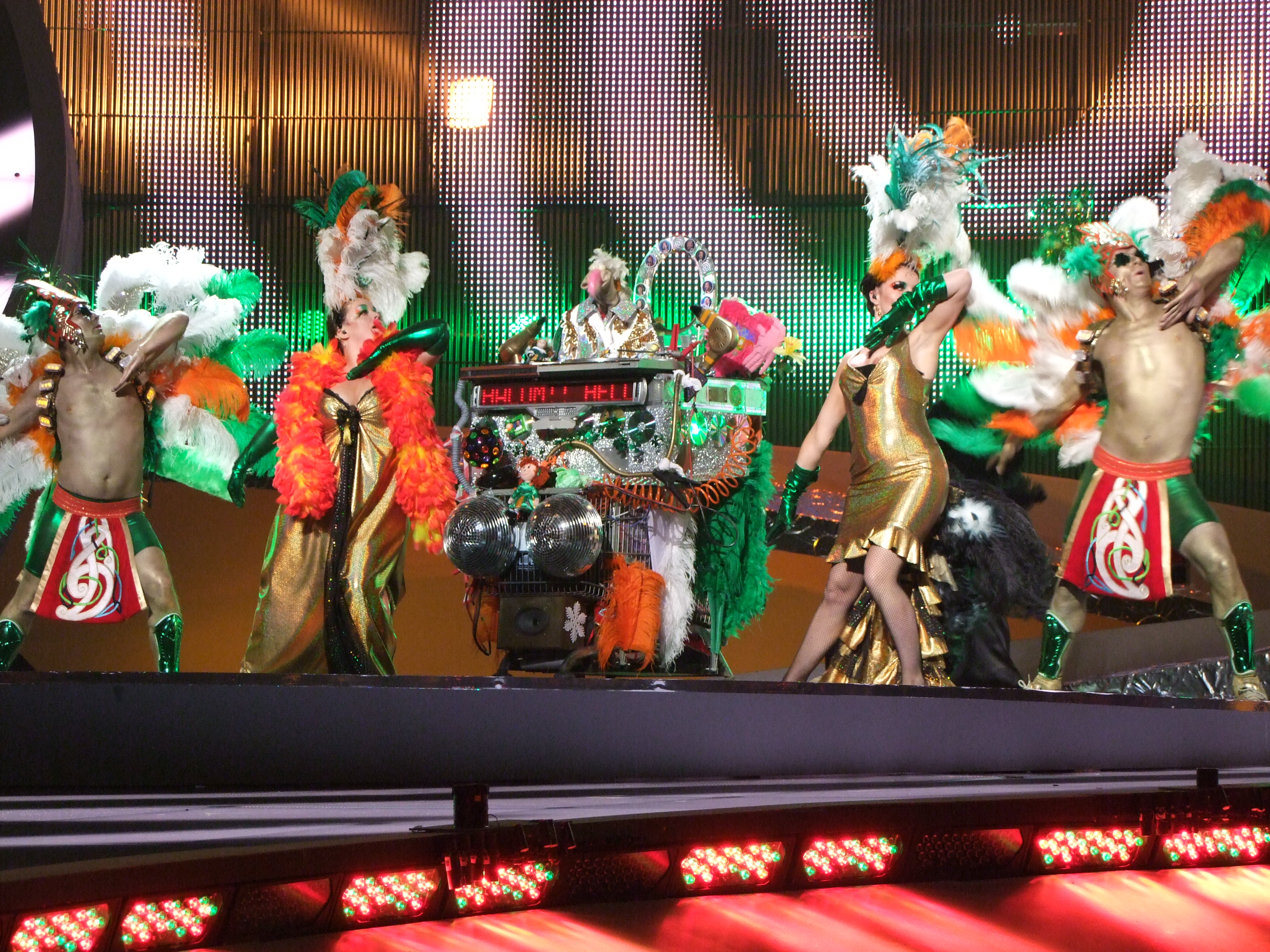
Dustin the Turkey em Belgrado (2008)
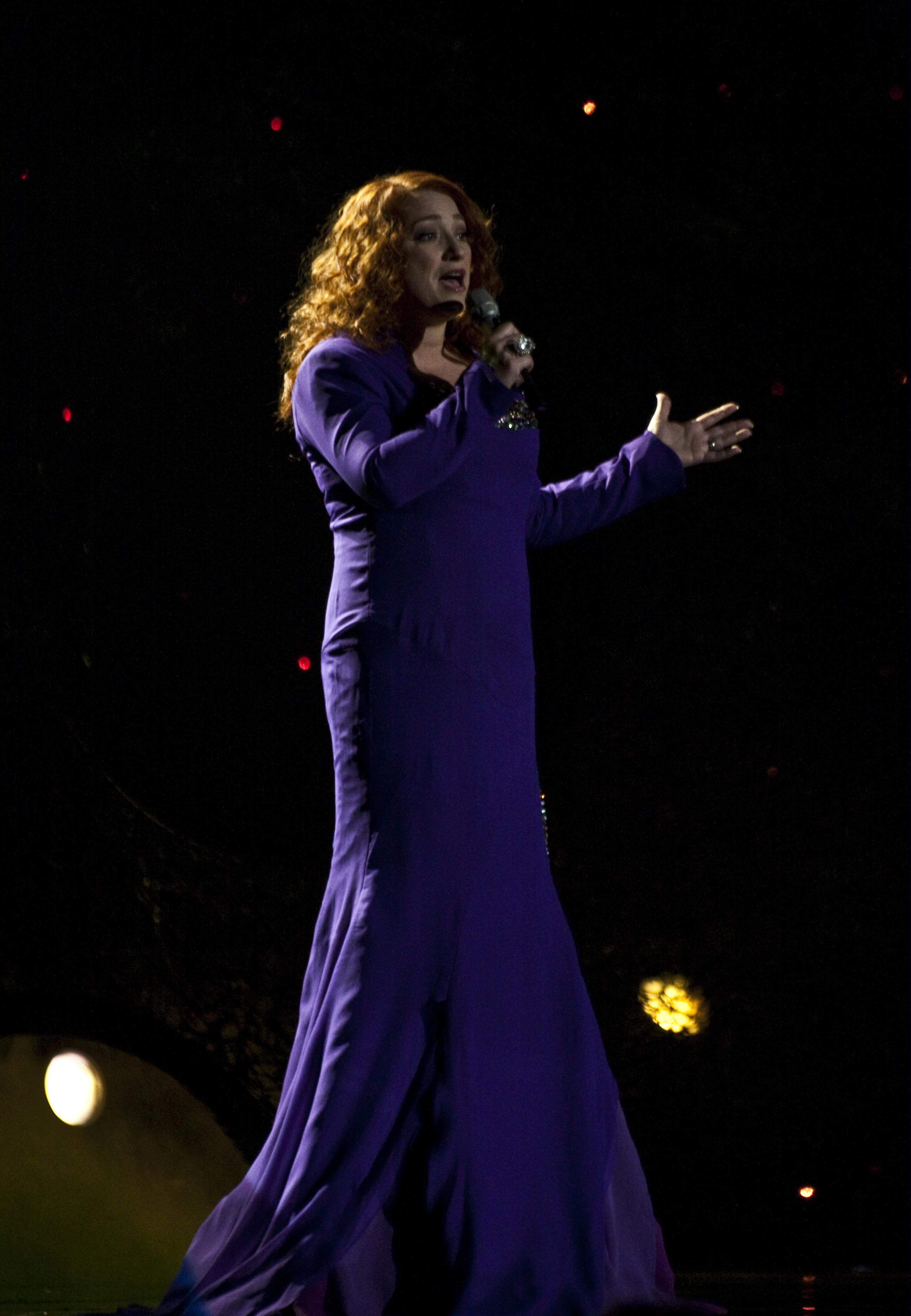
Niamh Kavanagh em Oslo (2010)
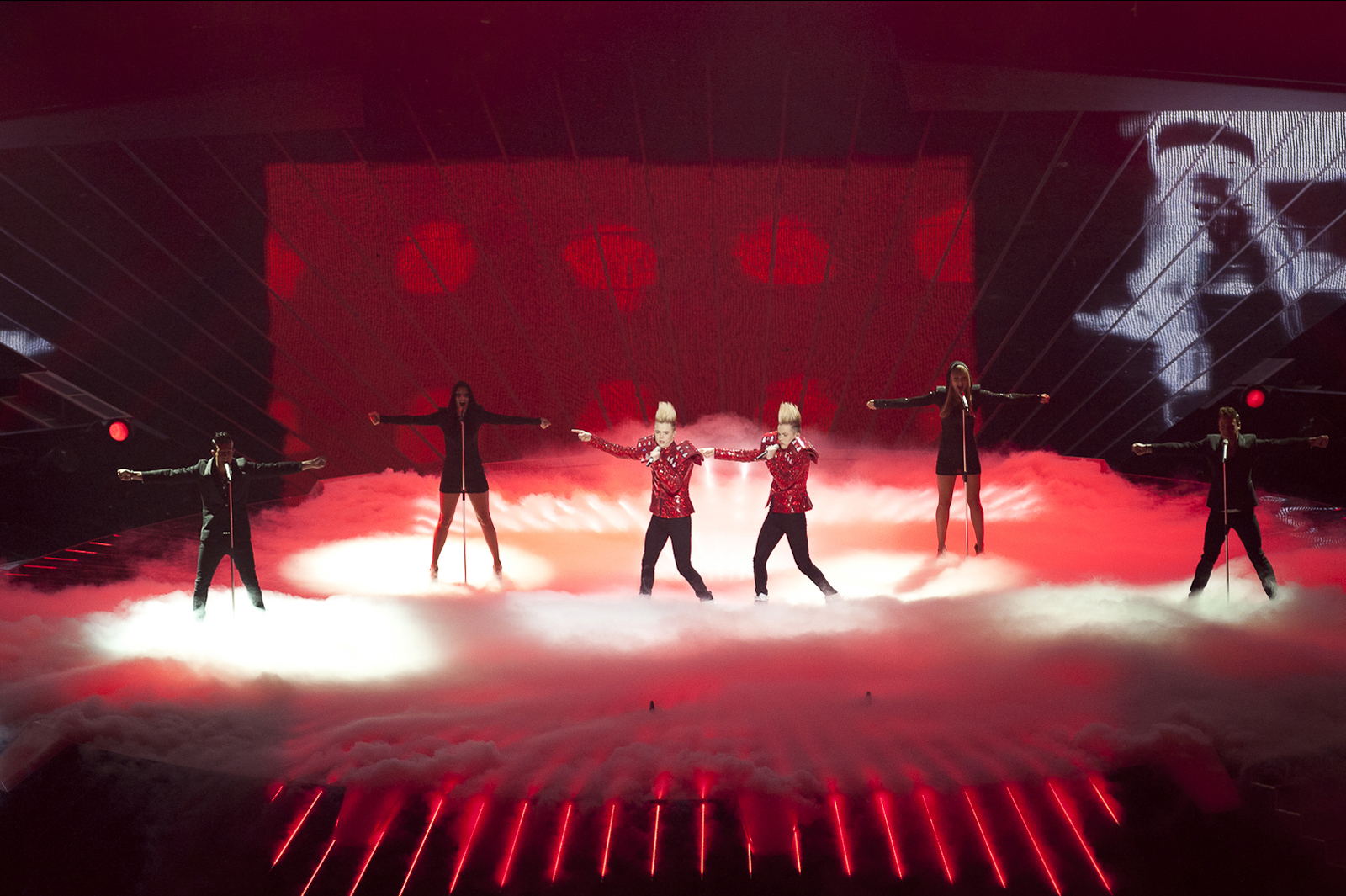
Jedward em Düsseldorf (2011)
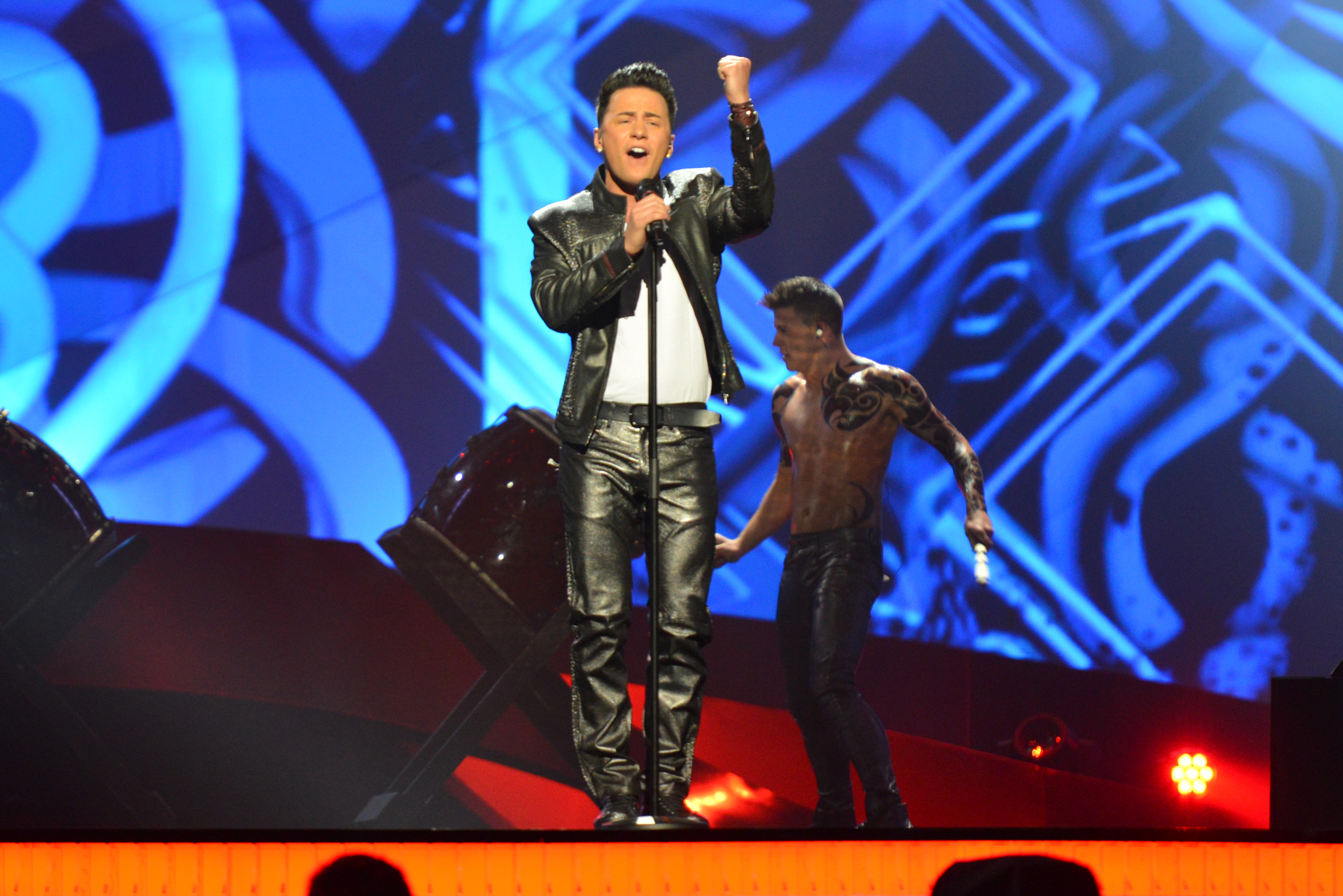
Ryan Dolan em Malmö (2013)
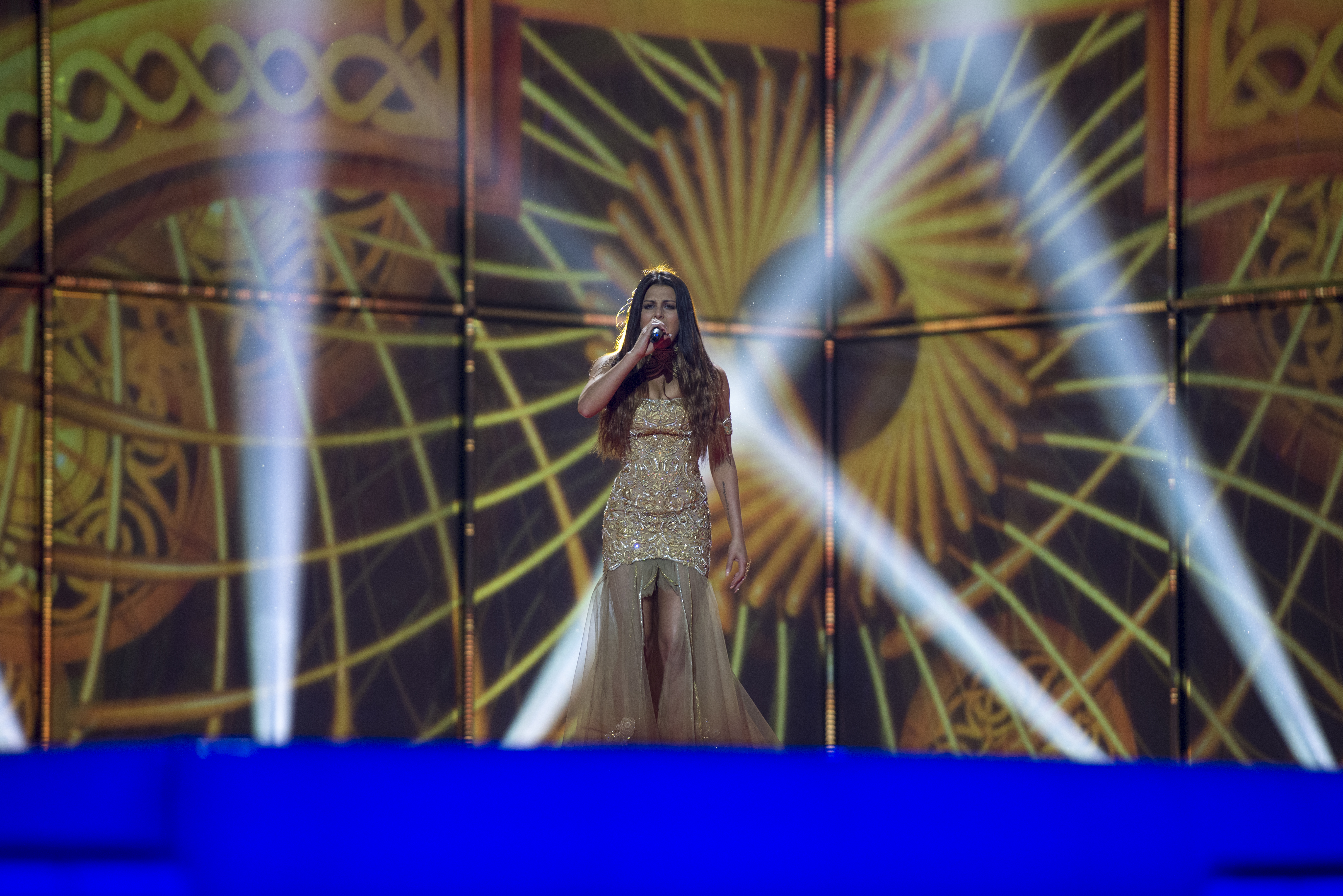
Can-Linn feat. Kasey Smith em Copenhaga (2014)
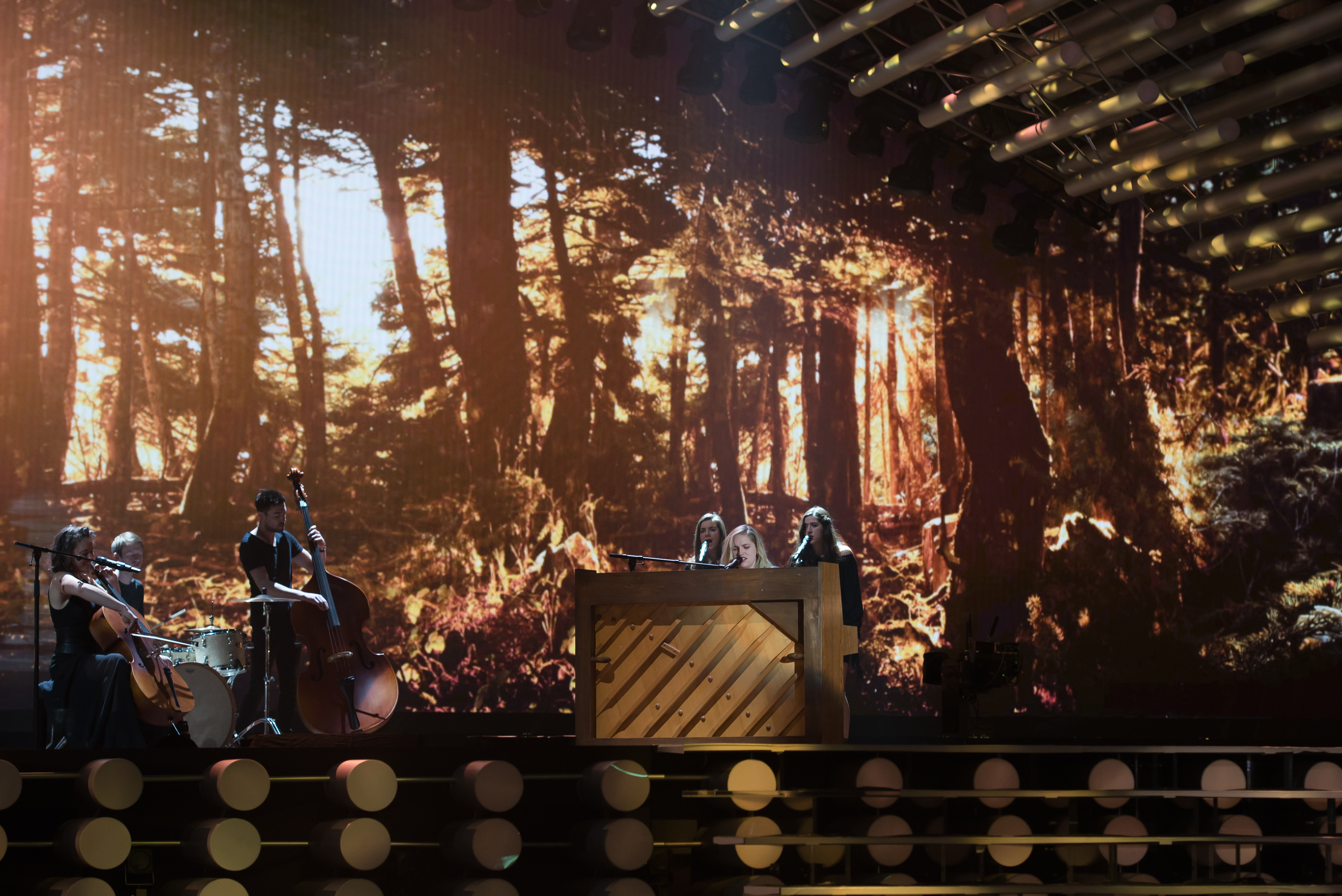
Molly Sterling em Viena (2015)
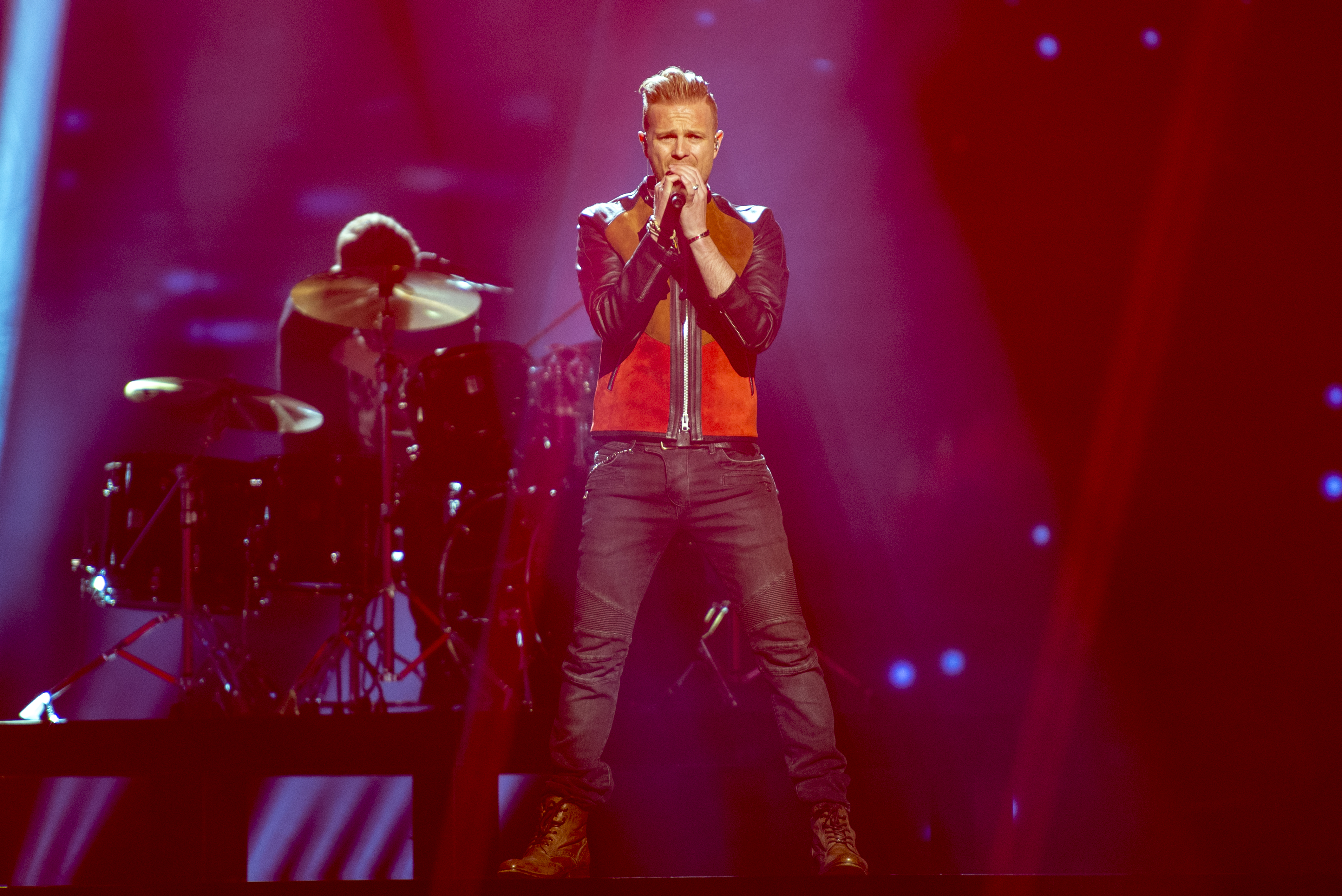
Nicky Byrne em Estocolmo (2016)
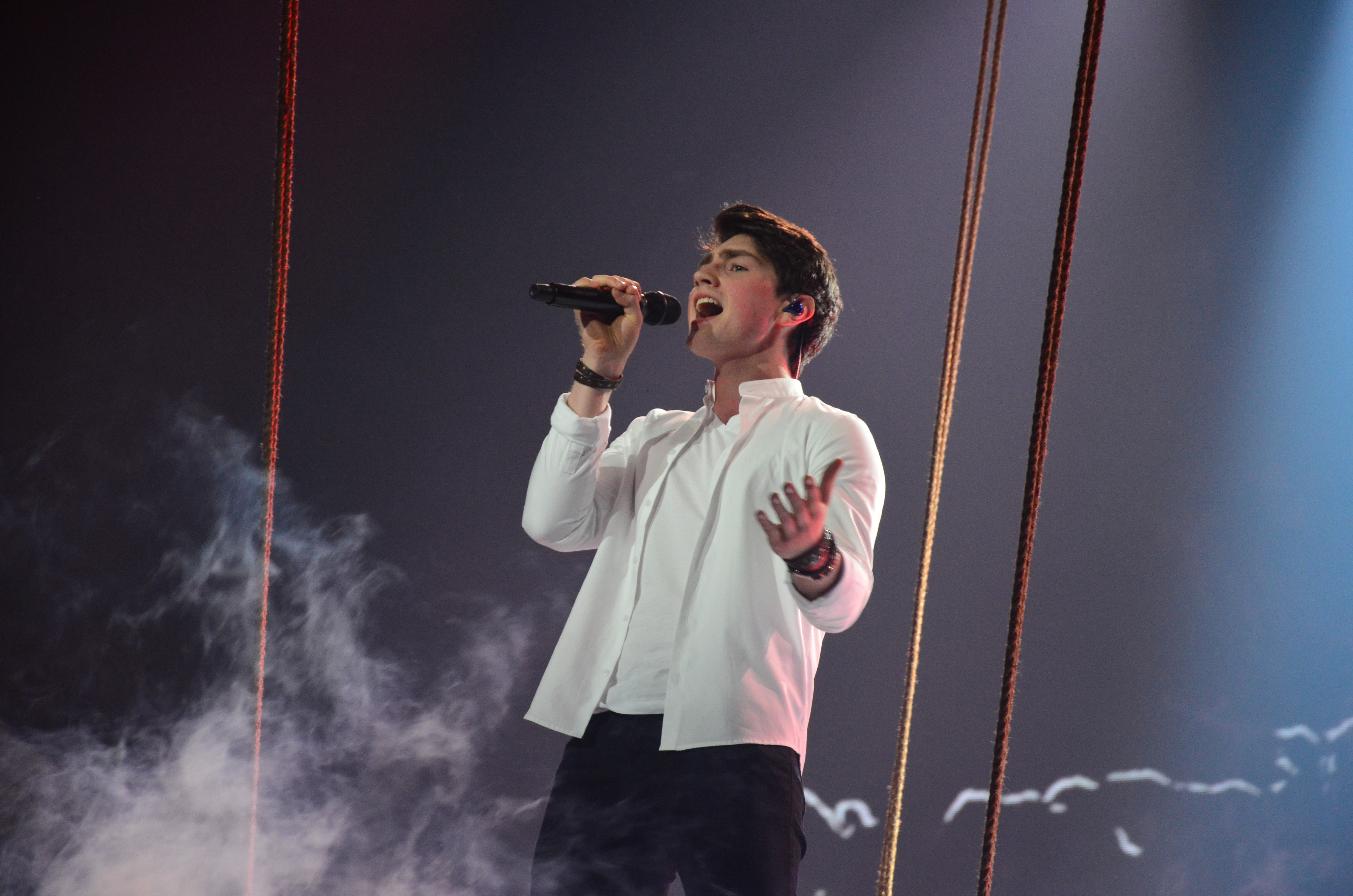
Brendan Murray em Kiev (2017)
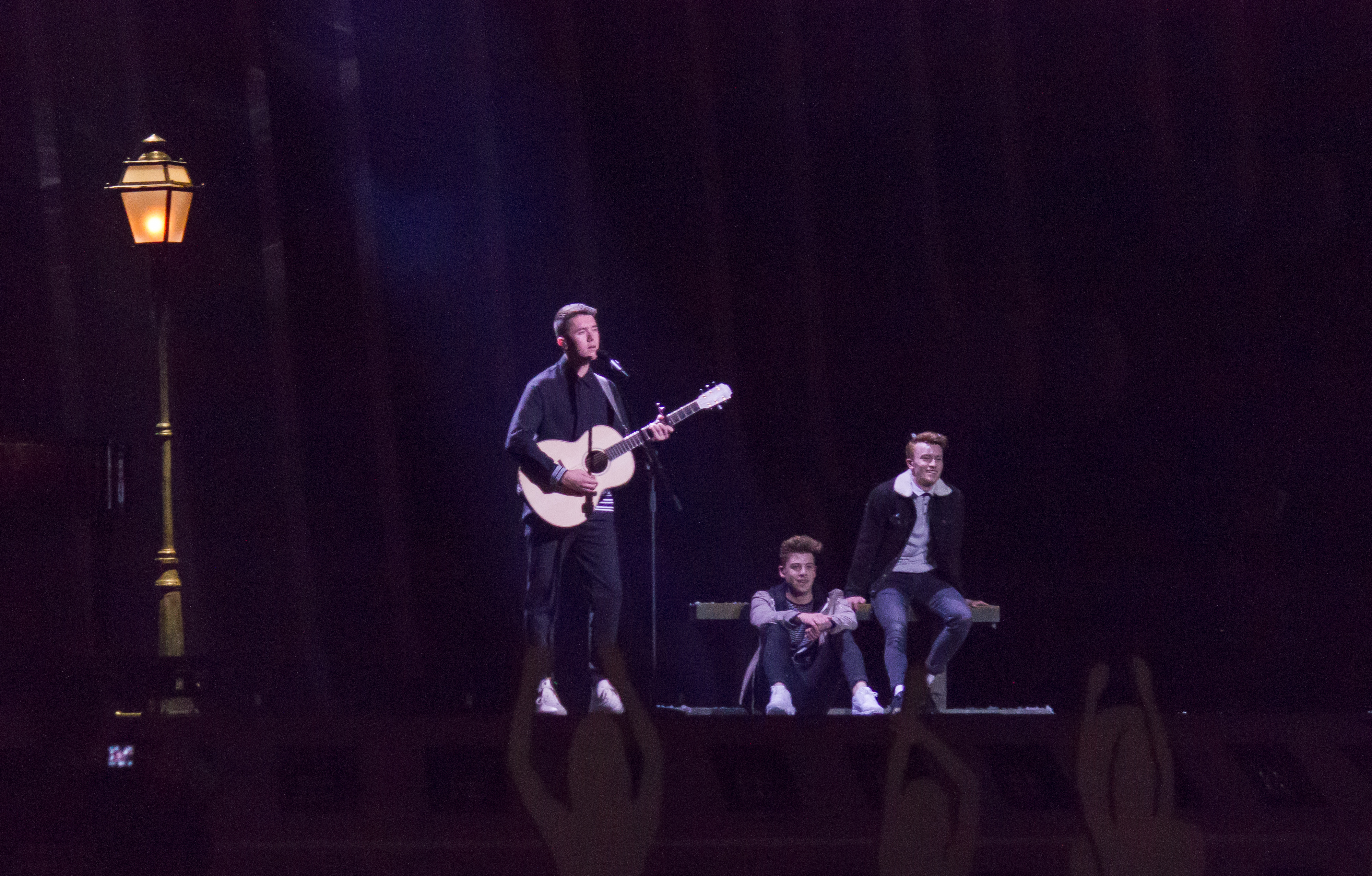
Ryan O'Shaughnessy em Lisboa (2018)
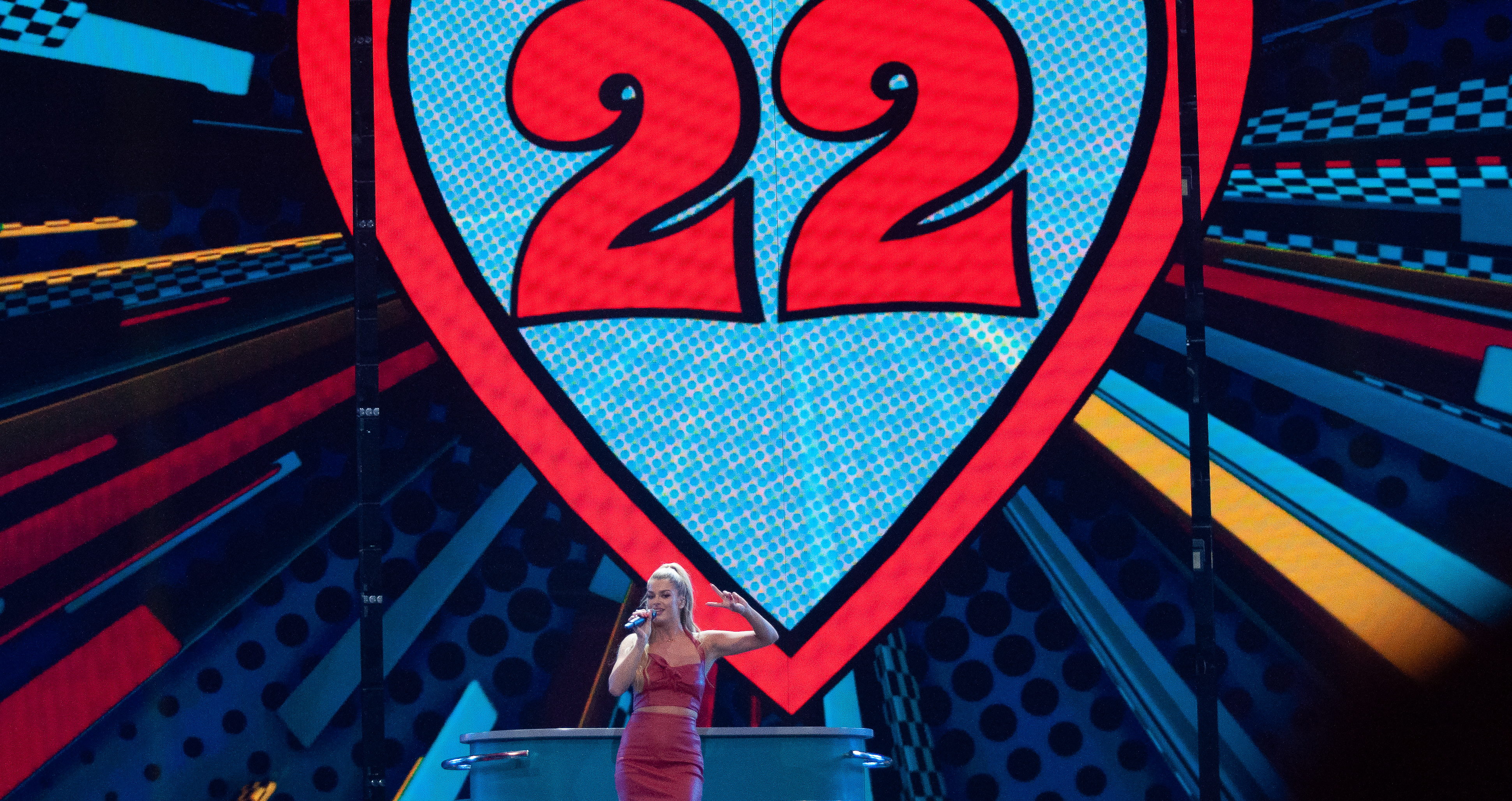
Sarah McTernan em Tel Aviv (2019)

## Participações
Se houve país que fez história no Festival Eurovisão da Canção, esse foi sem dúvida a Irlanda. Com um histórico de 7 vitórias, a Irlanda é dos melhores países a nível de classificações no Eurofestival. Até 2000, este país nunca ficou abaixo do top20, visto que a os anos 2000 não foram muito felizes para a Irlanda. Desde que existe o processo de semifinais, este país passou 5 vezes, sendo que as suas classificações não foram muito positivas. A melhor classificação da Irlanda desde que existem as semifinais, foi para Bambie Thug, alcançando o 6.º lugar.
Legenda
     Vencedor
     2.º lugar
     3.º lugar
     Pontuação Nula ("Null Points")/Último Lugar
     Melhor classificação (fora do top 3)
     Qualificação para a final (fora do top 3)
     País-anfitrião
     Desclassificado
| #   | Ano             | Artista                                | Canção                                                                   | Língua         | Final                    | Pontos                   | Semi                     | Pontos                   |
| --- | --------------- | -------------------------------------- | ------------------------------------------------------------------------ | -------------- | ------------------------ | ------------------------ | ------------------------ | ------------------------ |
| 1º  | Nápoles 1965    | Butch Moore                            | "Walking the Streets in the Rain" Caminhando nas ruas debaixo de chuva   | Inglês         | 6º                       | 11                       | Sem semi-finais          | Sem semi-finais          |
| 2º  | Luxemburgo 1966 | Dickie Rock                            | "Come Back to Stay" Volta para ficar                                     | Inglês         | 4º                       | 14                       | Sem semi-finais          | Sem semi-finais          |
| 3º  | Viena 1967      | Sean Dunphy                            | "If I Could Choose" Se eu pudesse escolher                               | Inglês         | 2º                       | 22                       | Sem semi-finais          | Sem semi-finais          |
| 4º  | Londres 1968    | Pat McGeegan                           | "Chance of a Lifetime" Oportunidade de uma vida                          | Inglês         | 4º                       | 18                       | Sem semi-finais          | Sem semi-finais          |
| 5º  | Madrid 1969     | Muriel Day                             | "The Wages of Love" Os Salários do Amor                                  | Inglês         | 7º                       | 10                       | Sem semi-finais          | Sem semi-finais          |
| 6º  | Amesterdão 1970 | Dana                                   | "All Kinds of Everything" Todas as espécies de coisas                    | Inglês         | 1º                       | 32                       | Sem semi-finais          | Sem semi-finais          |
| 7º  | Dublin 1971     | Angela Farrell                         | "One Day Love" Amor de um dia                                            | Inglês         | 11º                      | 79                       | Sem semi-finais          | Sem semi-finais          |
| 8º  | Edinburgo 1972  | Sandie Jones                           | "Ceol an Ghrá" A música do amor                                          | Irlandês       | 15º                      | 72                       | Sem semi-finais          | Sem semi-finais          |
| 9º  | Luxemburgo 1973 | Maxi                                   | "Do I Dream" Eu sonho                                                    | Inglês         | 10º                      | 80                       | Sem semi-finais          | Sem semi-finais          |
| 10º | Brighton 1974   | Tina Reynolds                          | "Cross Your Heart" Atravessa o teu coração                               | Inglês         | 7º                       | 11                       | Sem semi-finais          | Sem semi-finais          |
| 11º | Estocolmo 1975  | The Swarbriggs                         | "That's What Friends Are For" É para isso que os amigos servem           | Inglês         | 9º                       | 68                       | Sem semi-finais          | Sem semi-finais          |
| 12º | Haia 1976       | Red Vincent Hurley                     | "When" Quando                                                            | Inglês         | 10º                      | 54                       | Sem semi-finais          | Sem semi-finais          |
| 13º | Londres 1977    | The Swarbriggs Plus Two                | "It's Nice to Be in Love Again" O que é bom é estar apaixonado outra vez | Inglês         | 3º                       | 119                      | Sem semi-finais          | Sem semi-finais          |
| 14º | Paris 1978      | Colm T. Wilkinson                      | "Born to Sing" Nascido para cantar                                       | Inglês         | 5º                       | 86                       | Sem semi-finais          | Sem semi-finais          |
| 15º | Jerusalém 1979  | Cathal Dunne                           | "Happy Man" Homem feliz                                                  | Inglês         | 5º                       | 80                       | Sem semi-finais          | Sem semi-finais          |
| 16º | Haia 1980       | Johnny Logan                           | "What's Another Year" Mais outro ano                                     | Inglês         | 1º                       | 143                      | Sem semi-finais          | Sem semi-finais          |
| 17º | Dublin 1981     | Sheeba                                 | "Horoscopes" Horóscopos                                                  | Inglês         | 5º                       | 105                      | Sem semi-finais          | Sem semi-finais          |
| 18º | Harrogate 1982  | The Duskeys                            | "Here Today Gone Tomorrow" Hoje estou aqui, amanhã terei ido             | Inglês         | 11º                      | 49                       | Sem semi-finais          | Sem semi-finais          |
|     | Munique 1983    | Não participou                         | Não participou                                                           | Não participou | Não participou           | Não participou           | Sem semi-finais          | Sem semi-finais          |
| 19º | Luxemburgo 1984 | Linda Martin                           | "Terminal 3" Terminal 3                                                  | Inglês         | 2º                       | 137                      | Sem semi-finais          | Sem semi-finais          |
| 20º | Gotemburgo 1985 | Maria Christian                        | "Wait Until The Weekend Comes" Espera até ao fim de semana               | Inglês         | 6º                       | 91                       | Sem semi-finais          | Sem semi-finais          |
| 21º | Bergen 1986     | Luv Bug                                | "You Can Count on Me" Podes contar comigo                                | Inglês         | 4º                       | 96                       | Sem semi-finais          | Sem semi-finais          |
| 22º | Bruxelas 1987   | Johnny Logan                           | "Hold Me Now" Agarra-me agora                                            | Inglês         | 1º                       | 172                      | Sem semi-finais          | Sem semi-finais          |
| 23º | Dublin 1988     | Jump the Gun                           | "Take Him Home" Leva-o para casa                                         | Inglês         | 8º                       | 79                       | Sem semi-finais          | Sem semi-finais          |
| 24º | Lausanne 1989   | Kiev Connolly & The Missing Passengers | "The Real Me" O verdadeiro Eu                                            | Inglês         | 18º                      | 21                       | Sem semi-finais          | Sem semi-finais          |
| 25º | Zagreb 1990     | Liam Reilly                            | "Somewhere In Europe" Algures na Europa                                  | Inglês         | 2º                       | 132                      | Sem semi-finais          | Sem semi-finais          |
| 26º | Roma 1991       | Kim Jackson                            | "Could It Be That I'm In Love" Poderei estar eu apaixonada               | Inglês         | 10º                      | 47                       | Sem semi-finais          | Sem semi-finais          |
| 27º | Malmö 1992      | Linda Martin                           | "Why Me?" Porquê Eu?                                                     | Inglês         | 1º                       | 155                      | Sem semi-finais          | Sem semi-finais          |
| 28º | Millstreet 1993 | Niamh Kavanagh                         | "In Your Eyes" Nos teus olhos                                            | Inglês         | 1º                       | 187                      | País anfitrião           | País anfitrião           |
| 29º | Dublin 1994     | Paul Harrington & Charlie McGettigan   | "Rock 'n' Roll Kids" Os rapazes do rock 'n' roll                         | Inglês         | 1º                       | 226                      | Sem semi-finais          | Sem semi-finais          |
| 30º | Dublin 1995     | Eddie Friel                            | "Dreamin'" A sonhar                                                      | Inglês         | 14º                      | 44                       | Sem semi-finais          | Sem semi-finais          |
| 31º | Oslo 1996       | Eimear Quinn                           | "The Voice" A voz                                                        | Inglês         | 1º                       | 162                      | 2º                       | 198                      |
| 32º | Dublin 1997     | Marc Roberts                           | "Mysterious Woman" Mulher misteriosa                                     | Inglês         | 2º                       | 157                      | Sem semi-finais          | Sem semi-finais          |
| 33º | Birmingham 1998 | Dawn Martin                            | "Is Always Over Now?" Acabou o sempre agora?                             | Inglês         | 9º                       | 64                       | Sem semi-finais          | Sem semi-finais          |
| 34º | Jerusalém 1999  | The Mullans                            | "When You Need Me" Quando precisares de mim                              | Inglês         | 17º                      | 18                       | Sem semi-finais          | Sem semi-finais          |
| 35º | Estocolmo 2000  | Eamonn Toal                            | "Millennium of Love" Milénio de amor                                     | Inglês         | 6º                       | 92                       | Sem semi-finais          | Sem semi-finais          |
| 36º | Copenhaga 2001  | Gary O'Shaughnessy                     | "Without Your Love" Sem o teu amor                                       | Inglês         | 21º                      | 6                        | Sem semi-finais          | Sem semi-finais          |
|     | Tallinn 2002    | Não participou                         | Não participou                                                           | Não participou | Não participou           | Não participou           | Sem semi-finais          | Sem semi-finais          |
| 37º | Riga 2003       | Mickey Harte                           | "We've Got the World" Nós temos o Mundo                                  | Inglês         | 11º                      | 53                       | Sem semi-finais          | Sem semi-finais          |
| 38º | Istambul 2004   | Chris Doran                            | "If My World Stopped Turning" Se o meu mundo parasse de girar            | Inglês         | 22º                      | 7                        | Top 11 no ano anterior   | Top 11 no ano anterior   |
| 39º | Kiev 2005       | Donna & Joe                            | "Love?" Amor?                                                            | Inglês         | Não se qualificou        | Não se qualificou        | 14º                      | 51                       |
| 40º | Atenas 2006     | Brian Kennedy                          | "Every Song Is a Cry for Love" Todas as canções são uma lágrima por amor | Inglês         | 10º                      | 93                       | 9º                       | 76                       |
| 41º | Helsínquia 2007 | Dervish                                | "They Can't Stop the Spring" Eles não podem parar a primavera            | Inglês         | 24º                      | 5                        | Top 10 no ano anterior   | Top 10 no ano anterior   |
| 42º | Belgrado 2008   | Dustin the Turkey                      | "Irelande, Douze Points" Irlanda, doze pontos                            | Inglês         | Não se qualificou        | Não se qualificou        | 15º                      | 22                       |
| 43º | Moscovo 2009    | Sinéad Mulvey & Black Daisy            | "Et Cetera"                                                              | Inglês         | Não se qualificou        | Não se qualificou        | 11º                      | 52                       |
| 44º | Oslo 2010       | Niamh Kavanagh                         | "It's for You" É para ti                                                 | Inglês         | 23º                      | 25                       | 9º                       | 67                       |
| 45º | Düsseldorf 2011 | Jedward                                | "Lipstick" Batom                                                         | Inglês         | 8º                       | 119                      | 8º                       | 68                       |
| 46º | Baku 2012       | Jedward                                | "Waterline" Linha de água                                                | Inglês         | 19º                      | 46                       | 6º                       | 92                       |
| 47º | Malmö 2013      | Ryan Dolan                             | "Only loves survives" Apenas o amor sobrevive                            | Inglês         | 26º                      | 5                        | 8º                       | 54                       |
| 48º | Copenhaga 2014  | Can-Linn feat. Kasey Smith             | "Heartbeat" Batida de Coração                                            | Inglês         | Não se qualificou        | Não se qualificou        | 12º                      | 35                       |
| 49º | Viena 2015      | Molly Sterling                         | "Playing With Numbers" A Brincar Com Números                             | Inglês         | Não se qualificou        | Não se qualificou        | 12º                      | 35                       |
| 50º | Estocolmo 2016  | Nicky Byrne                            | "Sunlight" Luz do Sol                                                    | Inglês         | Não se qualificou        | Não se qualificou        | 15º                      | 46                       |
| 51º | Kiev 2017       | Brendan Murray                         | "Dying To Try" Morrendo para tentar                                      | Inglês         | Não se qualificou        | Não se qualificou        | 13º                      | 86                       |
| 52º | Lisboa 2018     | Ryan O'Shaughnessy                     | "Together" Juntos                                                        | Inglês         | 16º                      | 136                      | 6º                       | 179                      |
| 53º | Tel Aviv 2019   | Sarah McTernan                         | "22"                                                                     | Inglês         | Não se qualificou        | Não se qualificou        | 18º                      | 16                       |
|     | Roterdão 2020   | Lesley Roy                             | "Story of My Life" História da minha vida                                | Inglês         | A edição não se realizou | A edição não se realizou | A edição não se realizou | A edição não se realizou |
| 54º | Roterdão 2021   | Lesley Roy                             | "Maps" Mapas                                                             | Inglês         | Não se qualificou        | Não se qualificou        | 16º                      | 20                       |
| 55º | Turim 2022      | Brooke Scullion                        | "That's Rich" Isso é rico                                                | Inglês         | Não se qualificou        | Não se qualificou        | 15º                      | 47                       |
| 56º | Liverpool 2023  | Wild Youth                             | "We Are One" Somos Um                                                    | Inglês         | Não se qualificou        | Não se qualificou        | 12º                      | 10                       |
| 57º | Malmö 2024      | Bambie Thug(a)                         | "Doomsday Blue" Juízo Final Azul                                         | Inglês         | 6º                       | 278                      | 3º                       | 124                      |
| 58º | Basileia 2025   | Emmy                                   | "Laika Party" Como uma festa                                             | Inglês         | Não se qualificou        | Não se qualificou        | 13º                      | 28                       |

| Ano             | Artista                     | Canção                 | Final             | Final             | Final             | Final             | Final             | Final             | Semi            | Semi            | Semi            | Semi            | Semi | Semi   |
| Ano             | Artista                     | Canção                 | Tlv.              | Pontos            | Júri              | Pontos            | Cl.               | Pontos            | Tlv.            | Pontos          | Júri            | Pontos          | Cl.  | Pontos |
| --------------- | --------------------------- | ---------------------- | ----------------- | ----------------- | ----------------- | ----------------- | ----------------- | ----------------- | --------------- | --------------- | --------------- | --------------- | ---- | ------ |
| Moscovo 2009    | Sinéad Mulvey & Black Daisy | "Et Cetera"            | Não se qualificou | Não se qualificou | Não se qualificou | Não se qualificou | Não se qualificou | Não se qualificou | Apenas televoto | Apenas televoto | Apenas televoto | Apenas televoto | 11º  | 52     |
| Oslo 2010       | Niamh Kavanagh              | "It's for You"         | 16º               | 62                | 24º               | 15                | 23º               | 25                | 13º             | 43              | 6º              | 84              | 9º   | 67     |
| Düsseldorf 2011 | Jedward                     | "Lipstick"             | 10º               | 101               | 6º                | 119               | 8º                | 119               | 6º              | 78              | 10º             | 66              | 8º   | 68     |
| Baku 2012       | Jedward                     | "Waterline"            | 10º               | 89                | 25º               | 14                | 19º               | 46                | 4º              | 116             | 10º             | 72              | 6º   | 92     |
| Malmö 2013      | Ryan Dolan                  | "Only loves survives"  | 14º               | 14.62             | 23º               | 16.21             | 26º               | 5                 | 6º              | 7.61            | 10º             | 9.26            | 8º   | 54     |
| Copenhaga 2014  | Can-Linn feat. Kasey Smith  | "Heartbeat"            | Não se qualificou | Não se qualificou | Não se qualificou | Não se qualificou | Não se qualificou | Não se qualificou | 10º             | 47              | 14º             | 33              | 12º  | 35     |
| Viena 2015      | Molly Sterling              | "Playing With Numbers" | Não se qualificou | Não se qualificou | Não se qualificou | Não se qualificou | Não se qualificou | Não se qualificou | 16º             | 14              | 7º              | 84              | 12º  | 35     |
| Estocolmo 2016  | Nicky Byrne                 | "Sunlight"             | Não se qualificou | Não se qualificou | Não se qualificou | Não se qualificou | Não se qualificou | Não se qualificou | 14º             | 31              | 16º             | 15              | 15º  | 46     |
| Kiev 2017       | Brendan Murray              | "Dying To Try"         | Não se qualificou | Não se qualificou | Não se qualificou | Não se qualificou | Não se qualificou | Não se qualificou | 12º             | 41              | 12º             | 45              | 13º  | 86     |
| Lisboa 2018     | Ryan O'Shaughnessy          | "Together"             | 16º               | 62                | 14º               | 74                | 16º               | 136               | 6º              | 108             | 8º              | 71              | 6º   | 179    |
| Tel Aviv 2019   | Sarah McTernan              | "22"                   | Não se qualificou | Não se qualificou | Não se qualificou | Não se qualificou | Não se qualificou | Não se qualificou | 17º             | 3               | 18º             | 13              | 18º  | 16     |
| Roterdão 2021   | Lesley Roy                  | "Maps"                 | Não se qualificou | Não se qualificou | Não se qualificou | Não se qualificou | Não se qualificou | Não se qualificou | 15º             | 4               | 15º             | 16              | 16º  | 20     |
| Turim 2022      | Brooke Scullion             | "That's Rich"          | Não se qualificou | Não se qualificou | Não se qualificou | Não se qualificou | Não se qualificou | Não se qualificou | 11º             | 35              | 16º             | 12              | 15º  | 47     |
| Liverpool 2023  | Wild Youth                  | "We Are One"           | Não se qualificou | Não se qualificou | Não se qualificou | Não se qualificou | Não se qualificou | Não se qualificou | Apenas televoto | Apenas televoto | Apenas televoto | Apenas televoto | 12º  | 10     |
| Malmö 2024      | Bambie Thug                 | "Doomsday Blue"        | 6º                | 136               | 6º                | 142               | 6º                | 278               | Apenas televoto | Apenas televoto | Apenas televoto | Apenas televoto | 3º   | 124    |
| Basileia 2025   | Emmy                        | "Laika Party"          | Não se qualificou | Não se qualificou | Não se qualificou | Não se qualificou | Não se qualificou | Não se qualificou | Apenas televoto | Apenas televoto | Apenas televoto | Apenas televoto | 13º  | 28     |

## Edições realizadas na Irlanda

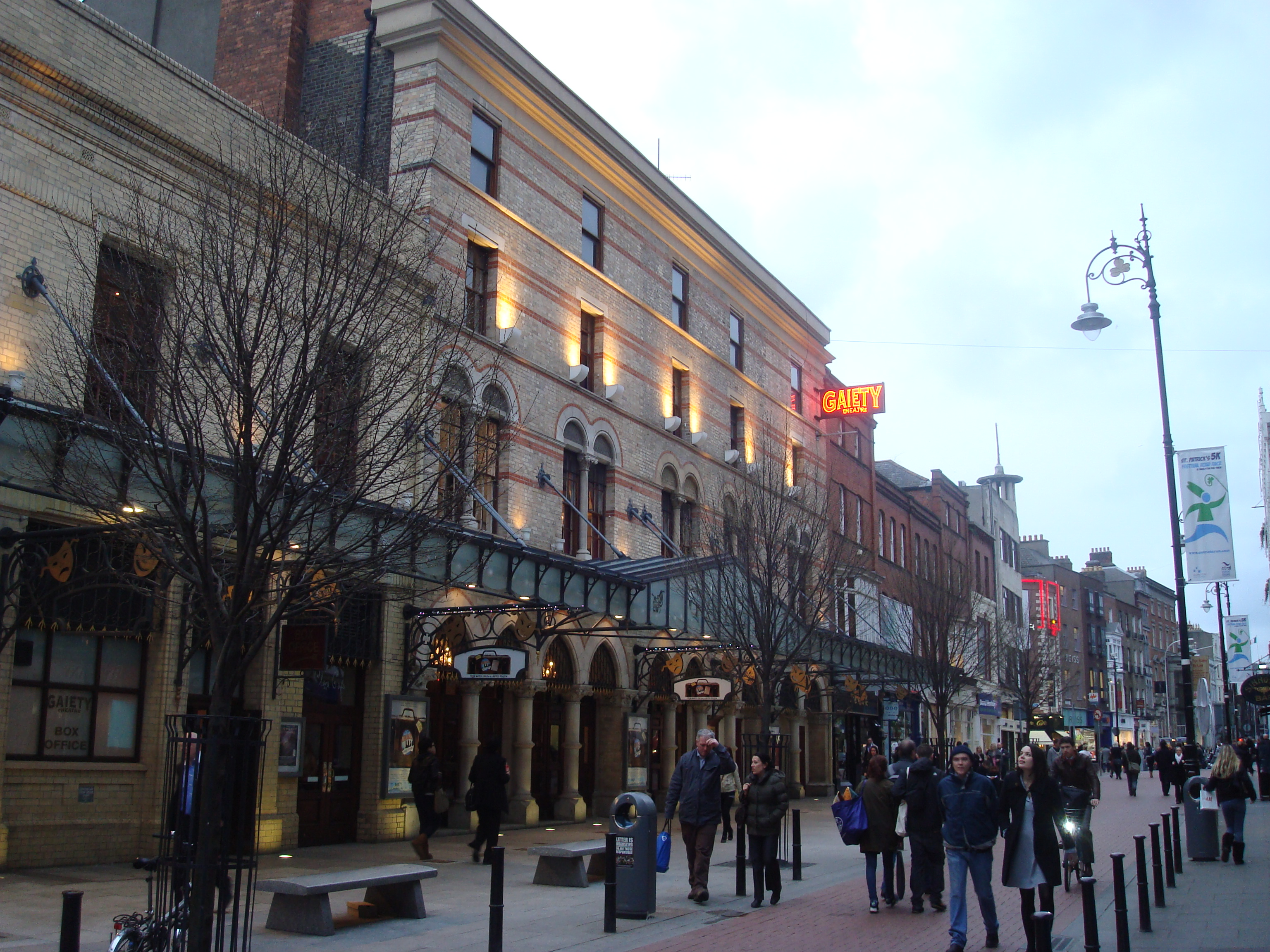
Gaiety Theatre em Dublin, sede do Festival Eurovisão da Canção 1971
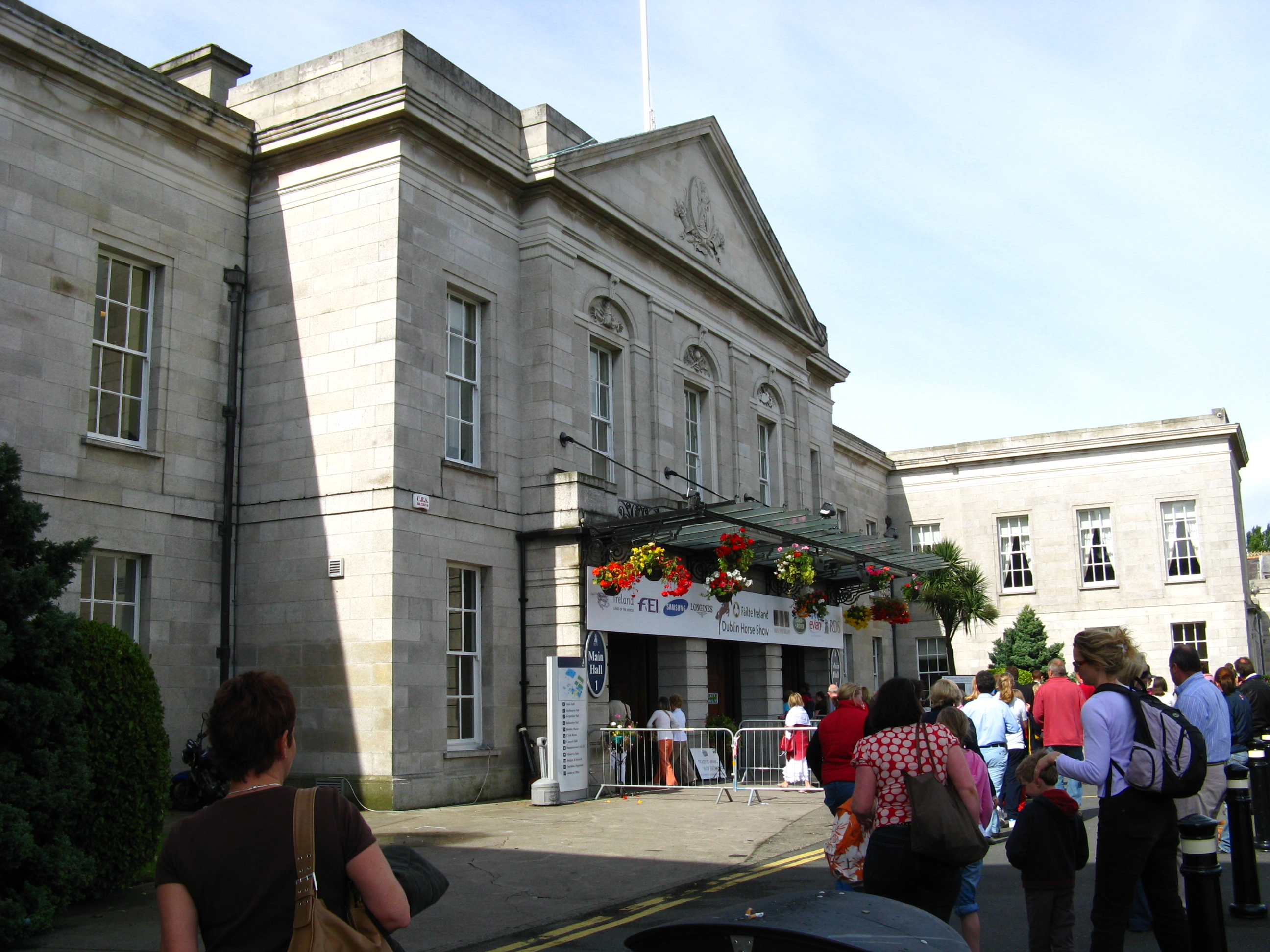
Royal Dublin Society em Dublin, sede do Festival Eurovisão da Canção 1981 e  1988
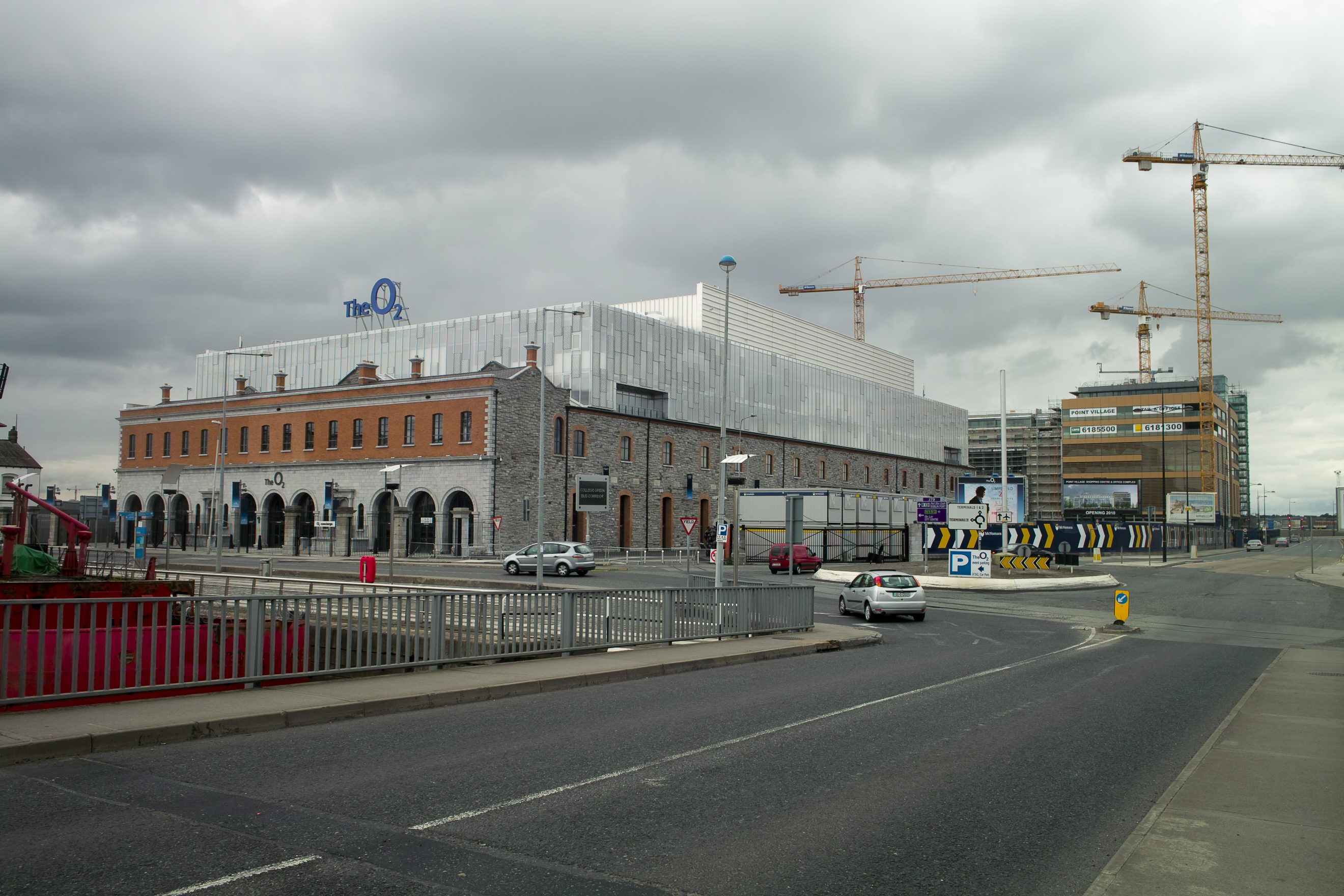
Point Theatre em Dublin, sede do Festival Eurovisão da Canção 1994, Festival Eurovisão da Canção 1995 e 1997

| Ano  | Cidade     | Local             | Apresentador(es)                | Idiomas utilizados         |
| ---- | ---------- | ----------------- | ------------------------------- | -------------------------- |
| 1971 | Dublin     | Gaiety Theatre    | Bernadette Ní Ghallchóir        | Irlandês, francês e inglês |
| 1981 | Dublin     | RDS Simmonscourt  | Doireann Ní Bhriain             | Irlandês, francês e inglês |
| 1988 | Dublin     | RDS Simmonscourt  | Michelle Rocca e Pat Kenny      | Irlandês, francês e inglês |
| 1993 | Millstreet | Green Glens Arena | Fionnuala Sweeney               | Irlandês, francês e inglês |
| 1994 | Dublin     | Point Depot       | Cynthia Ní Mhurchú e Gerry Ryan | Irlandês, francês e inglês |
| 1995 | Dublin     | Point Depot       | Mary Kennedy                    | Irlandês, francês e inglês |
| 1997 | Dublin     | Point Depot       | Carrie Crowley e Ronan Keating  | Irlandês, francês e inglês |

## Comentadores e porta-vozes
| Ano(s) | Comentadores televisivos | Comentadores televisivos      | Comentadores de rádio  | Comentadores de rádio       | Votação               | Votação            | Votação        | Votação          |
| Ano(s) | Comentador televisivo    | Segundo comentador televisivo | Comentador de rádio    | Segundo comentador de rádio | Porta-voz             | Idioma utilizado   | Cidade         | Plano de fundo   |
| ------ | ------------------------ | ----------------------------- | ---------------------- | --------------------------- | --------------------- | ------------------ | -------------- | ---------------- |
| 1965   | Bunny Carr               | Sem segundo comentador        | Kevin Roche            | Sem segundo comentador      | Frank Hall            | Inglês             | Dublin         | Nenhum           |
| 1966   | Brendan O'Reilly         | Sem segundo comentador        | Kevin Roche            | Sem segundo comentador      | Frank Hall            | Inglês             | Dublin         | Nenhum           |
| 1967   | Brendan O'Reilly         | Sem segundo comentador        | Kevin Roche            | Sem segundo comentador      | Gay Byrne             | Inglês             | Dublin         | Nenhum           |
| 1968   | Brendan O'Reilly         | Sem segundo comentador        | Kevin Roche            | Sem segundo comentador      | Gay Byrne             | Inglês             | Dublin         | Nenhum           |
| 1969   | Gay Byrne                | Sem segundo comentador        | Kevin Roche            | Sem segundo comentador      | John Skehan           | Inglês             | Dublin         | Nenhum           |
| 1970   | Valerie McGovern         | Sem segundo comentador        | Kevin Roche            | Sem segundo comentador      | John Skehan           | Inglês             | Dublin         | Nenhum           |
| 1971   | Noel Andrews             | Sem segundo comentador        | Kevin Roche            | Sem segundo comentador      | Sem porta-voz         | Sem porta-voz      | Sem porta-voz  | Sem porta-voz    |
| 1972   | Mike Murphy              | Sem segundo comentador        | Kevin Roche            | Liam Devally                | Sem porta-voz         | Sem porta-voz      | Sem porta-voz  | Sem porta-voz    |
| 1973   | Mike Murphy              | Sem segundo comentador        | Liam Devally           | Sem segundo comentador      | Sem porta-voz         | Sem porta-voz      | Sem porta-voz  | Sem porta-voz    |
| 1974   | Mike Murphy              | Sem segundo comentador        | Liam Devally           | Sem segundo comentador      | Brendan Balfe         | Inglês             | Dublin         | Nenhum           |
| 1975   | Mike Murphy              | Sem segundo comentador        | Liam Devally           | Sem segundo comentador      | Brendan Balfe         | Inglês             | Dublin         | Nenhum           |
| 1976   | Mike Murphy              | Sem segundo comentador        | Liam Devally           | Sem segundo comentador      | Brendan Balfe         | Inglês             | Dublin         | Nenhum           |
| 1977   | Mike Murphy              | Sem segundo comentador        | Liam Devally           | Sem segundo comentador      | Brendan Balfe         | Inglês             | Dublin         | Nenhum           |
| 1978   | Larry Gogan              | Sem segundo comentador        | Liam Devally           | Sem segundo comentador      | John Skehan           | Inglês             | Dublin         | Nenhum           |
| 1979   | Mike Murphy              | Sem segundo comentador        | Liam Devally           | Sem segundo comentador      | David Heffernan       | Inglês             | Dublin         | Nenhum           |
| 1980   | Larry Gogan              | Sem segundo comentador        | Pat Kenny              | Sem segundo comentador      | David Heffernan       | Inglês             | Dublin         | Nenhum           |
| 1981   | Larry Gogan              | Sem segundo comentador        | Pat Kenny              | Sem segundo comentador      | John Skehan           | Inglês             | Dublin         | Nenhum           |
| 1982   | Larry Gogan              | Sem segundo comentador        | Pat Kenny              | Sem segundo comentador      | John Skehan           | Inglês             | Dublin         | Nenhum           |
| 1983   | Terry Wogan (via BBC)    | Sem segundo comentador        | Brendan Balfe          | Sem segundo comentador      | Não participou        | Não participou     | Não participou | Não participou   |
| 1984   | Gay Byrne                | Sem segundo comentador        | Larry Gogan            | Sem segundo comentador      | John Skehan           | Inglês             | Dublin         | Nenhum           |
| 1985   | Linda Martin             | Sem segundo comentador        | Larry Gogan            | Sem segundo comentador      | John Skehan           | Inglês             | Dublin         | Nenhum           |
| 1986   | Brendan Balfe            | Sem segundo comentador        | Larry Gogan            | Sem segundo comentador      | John Skehan           | Inglês             | Dublin         | Nenhum           |
| 1987   | Marty Whelan             | Sem segundo comentador        | Larry Gogan            | Sem segundo comentador      | John Skehan           | Inglês             | Dublin         | Nenhum           |
| 1988   | Mike Murphy              | Sem segundo comentador        | Larry Gogan            | Sem segundo comentador      | John Skehan           | Inglês             | Dublin         | Nenhum           |
| 1989   | Ronan Collins            | Michelle Rocca                | Larry Gogan            | Sem segundo comentador      | Eileen Dunne          | Inglês             | Dublin         | Nenhum           |
| 1990   | Jimmy Greeley            | Clíona Ní Bhuachalla          | Larry Gogan            | Sem segundo comentador      | Eileen Dunne          | Inglês             | Dublin         | Nenhum           |
| 1991   | Pat Kenny                |                               | Larry Gogan            | Sem segundo comentador      | Eileen Dunne          | Inglês             | Dublin         | Nenhum           |
| 1992   | Pat Kenny                |                               | Larry Gogan            | Sem segundo comentador      | Eileen Dunne          | Inglês             | Dublin         | Nenhum           |
| 1993   | Pat Kenny                | Irlandês & Inglês             | Larry Gogan            | Sem segundo comentador      | Eileen Dunne          |                    | Dublin         | Nenhum           |
| 1994   | Pat Kenny                | Irlandês & Inglês             | Larry Gogan            | Sem segundo comentador      | Eileen Dunne          | Estúdios da RTÉ    | Dublin         |                  |
| 1995   | Pat Kenny                | Irlandês & Inglês             | Larry Gogan            | Sem segundo comentador      | Eileen Dunne          | Panorama de Dublin | Dublin         |                  |
| 1996   | Pat Kenny                | Inglês                        | Larry Gogan            | Sem segundo comentador      | Eileen Dunne          | Estúdios da RTÉ    | Dublin         |                  |
| 1997   | Pat Kenny                | Irlandês & Inglês             | Larry Gogan            | Sem segundo comentador      | Eileen Dunne          | Estúdios da RTÉ    | Dublin         |                  |
| 1998   | Pat Kenny                | Inglês                        | Larry Gogan            | Sem segundo comentador      | Eileen Dunne          | Estúdios da RTÉ    | Dublin         |                  |
| 1999   | Pat Kenny                | Inglês                        | Larry Gogan            | Sem segundo comentador      | Clare McNamara        | Estúdios da RTÉ    | Dublin         |                  |
| 2000   | Marty Whelan             | Inglês                        | Larry Gogan            | Sem segundo comentador      | Derek Mooney          | The Custom House   | Dublin         |                  |
| 2001   | Marty Whelan             | Inglês                        | Larry Gogan            | Sem segundo comentador      | Bláthnaid Ní Chofaigh | Smithfield         | Dublin         |                  |
| 2002   | Marty Whelan             | Sem comentador                | Sem comentador         | Não participou              | Não participou        | Não participou     | Não participou |                  |
| 2003   | Marty Whelan             | Sem comentador                | Sem comentador         | Phil Coulter                | Pamela Flood          | Inglês             | Dublin         | O'Connell Street |
| 2004   | Marty Whelan             | Sem comentador                | Sem comentador         |                             | Johnny Logan          | Inglês             | Dublin         | The Custom House |
| 2005   | Marty Whelan             | Sem comentador                | Sem comentador         | Dana                        | College Green         | Inglês             | Dublin         |                  |
| 2006   | Marty Whelan             | Sem comentador                | Sem comentador         | Eimear Quinn                | Rio Liffey            | Inglês             | Dublin         |                  |
| 2007   | Marty Whelan             | Sem comentador                | Sem comentador         | Linda Martin                | The Custom House      | Inglês             | Dublin         |                  |
| 2008   | Marty Whelan             | Larry Gogan                   | Sem segundo comentador | Niamh Kavanagh              | O'Connell Street      | Inglês             | Dublin         |                  |
| 2009   | Marty Whelan             | Maxi                          | Sem segundo comentador | Derek Mooney                | Ponte Ha'penny        | Inglês             | Dublin         |                  |
| 2010   | Marty Whelan             | Maxi                          | Sem segundo comentador | Derek Mooney                | Doca do Grande Canal  | Inglês             | Dublin         |                  |
| 2011   | Marty Whelan             | Shay Byrne                    | Zbyszek Zalinski       | Derek Mooney                | Igreja de Santa Ana   | Inglês             | Dublin         |                  |
| 2012   | Marty Whelan             | Shay Byrne                    | Zbyszek Zalinski       | Gráinne Seoige              | Centro de Convenções  | Inglês             | Dublin         |                  |
| 2013   | Marty Whelan             | Shay Byrne                    | Zbyszek Zalinski       | Nicky Byrne                 | Doca do Grande Canal  | Inglês             | Dublin         |                  |
| 2014   | Marty Whelan             | Shay Byrne                    | Zbyszek Zalinski       | Nicky Byrne                 | Baía de Dublin        | Inglês             | Dublin         |                  |
| 2015   | Marty Whelan             | Shay Byrne                    | Zbyszek Zalinski       | Nicky Byrne                 | Baía de Dublin        | Inglês             | Dublin         |                  |
| 2016   | Marty Whelan             | Neil Doherty                  | Zbyszek Zalinski       | Sinéad Kennedy              | Baía de Dublin        | Inglês             | Dublin         |                  |
| 2017   | Marty Whelan             | Neil Doherty                  | Zbyszek Zalinski       | Nicky Byrne                 | Centro de Convenções  | Inglês             | Dublin         |                  |
| 2018   | Marty Whelan             | Neil Doherty                  | Zbyszek Zalinski       | Nicky Byrne                 | Centro de Convenções  | Inglês             | Dublin         |                  |
| 2019   | Marty Whelan             | Neil Doherty                  | Zbyszek Zalinski       | Sinéad Kennedy              | Centro de Convenções  | Inglês             | Dublin         |                  |

### Emissões especiais
| Ano(s) | Comentadores televisivos | Comentadores de rádio |
| ------ | ------------------------ | --------------------- |
| 2005   | Marty Whelan             | Sem transmissão       |
| 2015   | Sem comentador           | Sem transmissão       |
| 2020   | Marty Whelan             | Sem transmissão       |

## Maestros
| Ano(s) | Maestro             |
| ------ | ------------------- |
| 1965   | Gianni Ferrio       |
| 1966   | Noel Kelehan        |
| 1967   | Noel Kelehan        |
| 1968   | Noel Kelehan        |
| 1969   | Noel Kelehan        |
| 1970   | Dolf van der Linden |
| 1971   | Noel Kelehan        |
| 1972   | Colman Pearce       |
| 1973   | Colman Pearce       |
| 1974   | Colman Pearce       |
| 1975   | Colman Pearce       |
| 1976   | Noel Kelehan        |
| 1977   | Noel Kelehan        |
| 1978   | Noel Kelehan        |
| 1979   | Proinnsías Ó Duinn  |
| 1980   | Noel Kelehan        |
| 1981   | Noel Kelehan        |
| 1982   | Noel Kelehan        |
| 1983   | Não participou      |
| 1984   | Noel Kelehan        |
| 1985   | Noel Kelehan        |
| 1986   | Noel Kelehan        |
| 1987   | Noel Kelehan        |
| 1988   | Noel Kelehan        |
| 1989   | Noel Kelehan        |
| 1990   | Noel Kelehan        |
| 1991   | Noel Kelehan        |
| 1992   | Noel Kelehan        |
| 1993   | Noel Kelehan        |
| 1994   | Sem maestro         |
| 1995   | Noel Kelehan        |
| 1996   | Noel Kelehan        |
| 1997   | Sem maestro         |
| 1998   | Noel Kelehan        |

### Maestros anfitriões
| Ano(s) | Maestro        |
| ------ | -------------- |
| 1971   | Colman Pearce  |
| 1981   | Noel Kelehan   |
| 1988   | Noel Kelehan   |
| 1993   | Noel Kelehan   |
| 1994   | Noel Kelehan   |
| 1995   | Noel Kelehan   |
| 1997   | Frank McNamara |

## Historial de votação
| Irlanda deu mais pontos a: | Irlanda deu mais pontos a: | Irlanda deu mais pontos a: |
| Rank                       | País                       | Pontos                     |
| -------------------------- | -------------------------- | -------------------------- |
| 1                          | Reino Unido                | 239                        |
| 2                          | Suécia                     | 212                        |
| 3                          | Noruega                    | 193                        |
| 4                          | Dinamarca                  | 188                        |
| 5                          | Países Baixos              | 164                        |

| Irlanda recebeu mais pontos de: | Irlanda recebeu mais pontos de: | Irlanda recebeu mais pontos de: |
| Rank                            | País                            | Pontos                          |
| ------------------------------- | ------------------------------- | ------------------------------- |
| 1                               | Reino Unido                     | 298                             |
| 2                               | Suécia                          | 240                             |
| 3                               | Noruega                         | 196                             |
| 4                               | Suíça                           | 195                             |
| 5                               | Áustria                         | 189                             |

## Prémios Marcel Bezençon
Prémio Artístico (votado pelos comentadores)
| Ano  | Artista | Canção     | Resultado na final | Pontos | Anfitriã   |
| ---- | ------- | ---------- | ------------------ | ------ | ---------- |
| 2011 | Jedward | "Lipstick" | 8º                 | 119    | Düsseldorf |

## Congratulations: 50 Anos do Festival Eurovisão da Canção
Legenda
     Vencedor
     2.º lugar
     3.º lugar
     Pontuação Nula ("Null Points")/Último Lugar
     Melhor classificação (fora do top 3)
     Qualificação para a final (fora do top 3)
     País-anfitrião
     Desclassificado
| Ano  | Artista(s)   | Língua | Canção                 | Final             | Pontos            | Semi | Pontos | Classificação (1980 & 1987) | Pontos (1980 & 1987) |
| ---- | ------------ | ------ | ---------------------- | ----------------- | ----------------- | ---- | ------ | --------------------------- | -------------------- |
| 1980 | Johnny Logan | Inglês | "What's Another Year?" | Não se qualificou | Não se qualificou | 12º  | 74     | 1º                          | 143                  |
| 1987 | Johnny Logan | Inglês | "Hold Me Now"          | 3º                | 262               | 3º   | 182    | 1º                          | 172                  |